# 庄内公園
庄内公園（しょうないこうえん）は、愛知県名古屋市西区の都市公園。面積1.21ヘクタール。

## 概要
西区内における都市公園の第1号であり、区内最古の公園である。元々は、1932年（昭和7年）に西春日井郡庄内町が整備したものである。敷地は1930年（昭和5年）の矢田川改修工事において、堤防用地を寄付した庄内町に対して交付された換地が利用された。1937年（昭和12年）に庄内町は名古屋市に編入された。
開園時に總見寺から龍影閣が移築され、文化事業等の会場として使用されたものの、第二次世界大戦中に荒廃したため、それを見た渡辺製菓の野原新太郎が1946年（昭和21年）に引き取っている。
1972年（昭和47年）の愛知県道63号名古屋江南線（通称：名草線）の庄内川橋架橋に際して、取り付け道路が敷地を分断したために改めて整備された。取り付け道路の東西に児童園、堤防の北側の河川敷に野球場が1面ある。